# 미실야

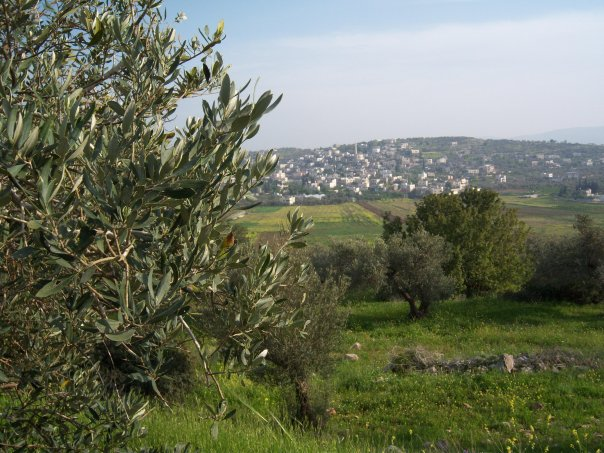
미실야

미실야(영어: Misilyah,  아랍어: مسلية)는 팔레스타인 북서쪽에 위치한 마을이다. 제닌에서 남쪽으로 14 km 떨어져있다. 2006년 중순, 팔레스타인 중앙 통계청에 따르면, 마을에 2252명의 거주자들이 그 마을에 사는 것으로 나타났다. 미실야에서 수확되는 주 수확물에는 올리브, 포도, 무화과 등이 있다. 1500년된 고대 로마성당이 1970년대에 이 마을에서 발견되었다. 그리고 이 마을은 이슬람시대의 고대 유적이다.